# Привиди в Коннектикуті 2: Тіні минулого
«Привиди в Коннектикуті 2: Тіні минулого» (англ. The Haunting in Connecticut 2: Ghosts of Georgia) — фільм жахів 2013 року, є продовженням стрічки «Привиди в Коннектикуті». Прем'єра в США пройшла 1 лютого 2013. Фільм має обмеження за віком: +16.

## Зміст
Сім'я переїжджає в штат Джорджія. Дочка (Гейді) починає бачити привидів, які видно не тільки їй, але і її матері і тітці. Гейді бачить примар, тому що її рідні по материнській лінії теж мають можливість бачити їх. Як з'ясовується по фільму, в тому будинку, куди переїхали вони, жив «начальник станції», який допомагав рабам стати вільними. Гейді вдається дізнатися, що цей «начальник» не допомагав рабам, а використовував їх для своїх цілей.

## Ролі
| Актор            | Роль         |
| ---------------- | ------------ |
| Ебіґейл Спенсер  | Ліза         |
| Чад Майкл Мюррей | Енді         |
| Емілі Елін Лінд  | Гайді        |
| Кеті Сакгофф     | Кеті Сакхофф |
| Моргана Шоу      | мати Лізи    |
| Сіселі Тайсон    | мати Кай     |

## Знімальна група
- Режисер — Том Елкінса
- Сценарист — Девід Коджшелл
- Продюсер — Пол Брукс, Леон Клеранс, Леон Клеранс
- Композитор — Майкл Вандмагер